# Crossopalpus medetera
Crossopalpus medetera är en tvåvingeart som först beskrevs av Axel Leonard Melander 1902.  Crossopalpus medetera ingår i släktet Crossopalpus och familjen puckeldansflugor. Inga underarter finns listade i Catalogue of Life.